# The Vision of Escaflowne
The Vision of Escaflowne (jap. 天空のエスカフローネ, Tenkū no Esukafurōne, wörtlich: Escaflowne des Himmels) ist eine Anime-Fernsehserie aus dem Jahr 1996. Die Serie wurde als Film, Hörspiel und Videospiel adaptiert und in Form von mehreren Mangas umgesetzt.
Das Werk lässt sich in die Genres Mecha, Fantasy, Abenteuer, Drama und Romantik einordnen und verbindet traditionelle Fantasy-Elemente wie Drachen, Prinzessinnen und Ritter mit riesigen mechanischen Kampfmaschinen, den „Guymelefs“.

## Handlung
Die 15-jährige Hitomi Kanzaki, die mit Tarotkarten in die Zukunft blickt, wird während eines 100-Meter-Laufs ohnmächtig und hat eine Vision von einer fremden, feudal geprägten, kriegerischen Welt. Nachdem sie versuchte, ihrem Trainer, dem Schüler Amano aus einer höheren Klasse, ihre Liebe zu gestehen, und einen weiteren Trainingslauf absolviert, gelangt in einer Lichtsäule ein junger Krieger in ihre Welt, dem ein Erddrache folgt. Dabei handelt es sich um Van Fanel, den Prinzen von Fanelia, der als Thronanwärter den Drachen töten und dessen Energiestein nach Hause bringen muss. Nach dem Kampf mit dem Drachen erscheint die Lichtsäule erneut und Van und Hitomi werden auf den Planeten Gaia gezogen – Vans Welt –, von dem aus man die Erde und ihren Mond sehen kann.
Dort nimmt sie als Gast an Vans Krönung teil, zum Unmut des eifersüchtigen Katzenmädchens Merle. Doch die Zeremonie wird durch den Angriff unsichtbarer Gegner unterbrochen, die Fanelia verwüsten. Van besteigt „Escaflowne“, den mächtigsten Guymelef des Landes, den er mit dem Drachenstein zum Leben erweckt hat, und macht sich mit Hitomi auf den Weg zum Feind, um sein Land zu retten. Doch beim Kampf wird Van gefangen genommen und kommt in Zaibachs fliegende Festung. Dort trifft er Dilandau, Kommandant des Drachenschwadrons, und seinen älteren Bruder Folken, der Fanelia vor langer Zeit verließ und nun Zaibachs Stratege ist. Währenddessen kann Hitomi das Vertrauen von Allen Schezar gewinnen, einem Ritter aus dem Reich Astoria. Mit diesem können sie Van befreien und nach Pallas, der Hauptstadt Astorias, fliehen. Doch Kaiser Dornkirk, der Herrscher des Zaibacher Reichs, will weitere Länder erobern, um über ganz Gaia zu herrschen. Dabei versucht er, mit seiner fortgeschrittenen Technologie das Schicksal selbst zu beeinflussen. Weil Escaflowne seine Schicksalsmaschine beeinträchtigt, setzt Dornkirk alles daran, diesen Guymelef zu vernichten.
Nach dem Aufenthalt in Pallas zieht es die Gruppe weiter in das Herzogtum Fraid. Dessen Herrscher beschützen seit Generationen den Schlüssel zur Macht von Atlantis. Atlantis war einst auf der Erde ein strahlendes Königreich, dessen Bewohner die Fähigkeit hatten, Wünsche per Gedankenkraft wahr werden zu lassen. In ihrer Euphorie ließen sie sich selber Flügel wachsen. Auch Van und Folken haben solche Flügel, da sie direkte Nachkommen der Bewohner von Atlantis sind. Aber diese nahezu grenzenlose Macht besiegelte auch ihr eigenes Schicksal und Atlantis ging unter. Die Überlebenden erschufen mit ihren Kräften den Planeten Gaia, auf dem sich die Katastrophe nicht wiederholen sollte.
Um seine Schicksalsmaschine aktivieren zu können, benötigt Dornkirk die Macht von Atlantis, weswegen die Zaibacher Armee Fraid angreift. Es kommt zu einer Schlacht, in der die Truppen von Fraid klar unterlegen sind. Nachdem der Herzog in letzter Sekunde vor Dilandau gerettet werden musste, wird ihm klar, dass das Schicksal die Welt auf die Probe stellen will und beschließt, den Zaibachern den Schlüssel zu übergeben und zu kapitulieren. Zuvor opfert sich der Herzog und wird vor Vans und Allens Augen durch Pfeile getötet, wodurch die Schlacht endet. Folken und die Zaibacher Generäle lassen anschließend das Siegel öffnen und die Macht von Atlantis freisetzen, was Dornkirk der Realisierung seiner Schicksalsmaschine deutlich näher kommen lässt.
Im weiteren Verlauf der Reise werden mehrere Tatsachen aufgedeckt. So findet man heraus, dass alle Schäden, die Escaflowne nimmt, auch unmittelbar auf Van übergehen. Außerdem erfährt Hitomi, dass der Talisman, den sie von ihrer Großmutter geschenkt bekommen hat, magische Kräfte besitzt und Hitomis Emotionen Einfluss auf das Schicksal nehmen lässt. Allen erfährt, dass es sein Vater war, der – vor seiner Ermordung durch Dornkirks Soldaten – Hitomis Großmutter den Talisman geschenkt hat. Außerdem stellt sich heraus, dass es sich bei Kommandant Dilandau in Wirklichkeit um Allens lange vermisste Schwester Serena handelt, die durch Experimente von Zaibacher Forschern in Dilandau verwandelt wurde. Folken wechselt – nach einer Aussprache mit Van – die Seiten, ein Großangriff des Zaibacher Reichs steht dennoch bevor.
Im Finale kommt es zu einer gewaltigen Schlacht gegen das Zaibacher Reich. Die Allianz der (noch verbliebenen) Streitkräfte von Fanelia, Astoria und Fraid scheint den Zaibachern zu unterliegen und zündet daher eine Massenvernichtungswaffe, die den Großteil der Zaibacher Armee und deren fliegende Festungen auf einen Schlag zerstört. Allerdings opfern die Verbündeten dadurch auch einige ihrer eigenen Soldaten. In der Zwischenzeit werden Folken und Hitomi mittels ihres Talismans zu Dornkirks Thronsaal teleportiert. Dornkirk hat – mithilfe seiner Schicksalsmaschine – das Schicksal derart manipuliert, dass dies so geschehen musste. Außerdem weiß er von Folkens Absicht, ihn zu töten. Dornkirk provoziert Folken, der ihn daraufhin mit einem kräftigen Schwerthieb niederstreckt. Durch den Angriff stirbt Dornkirk, jedoch verändert die Maschine das Schicksal derart, dass ein abgebrochenes Stück von Folkens Schwert diesen ebenfalls tötet. Dornkirk erscheint daraufhin Hitomi in einer schemenhaften Gestalt wieder und sagt ihr, dass die Schicksalsmaschine nun auf ganz Gaia wirkt und eine Sphäre der vollständigen Glückseligkeit erzeugt. Dies führt allerdings nicht zum ersehnten Frieden, sondern setzt in den Armeen den unterbewussten Wunsch frei, Alleinherrscher zu sein, weswegen sich nun die Verbündeten gegenseitig bekämpfen. Sogar Van und Allen kämpfen in ihren Guymelefs gegeneinander, nachdem Allen von Van verlangt hat, den im Kampf besiegten Dilandau zu verschonen. Während des Kampfes verwandelt sich Dilandau wieder in Serena zurück und ruft nach Allen, ihrem Bruder. Zur selben Zeit wird zwischen Van und Hitomi über den Talisman telepathischer Kontakt hergestellt und die beiden gestehen sich das erste Mal ihre Liebe ein. Allen kann einen potentiell tödlichen Schlag von Escaflowne auf seinen Guymelef in letzter Sekunde abwehren. Daraufhin kümmert sich Allen um Serena und Van macht sich mit Escaflowne auf den Weg zu Hitomi. Während sie das Schlachtfeld überfliegen, trennt sich Escaflowne von Van und wirkt befriedend auf die übriggebliebenen Soldaten. Van fliegt, dank seiner Flügel, selbst ins Zentrum der Schicksalsmaschine und setzt diese damit außer Betrieb. Hitomi und Van fliegen gemeinsam davon und Dornkirk resigniert, nachdem er sich eingestehen musste, dass die gewonnenen Antworten wieder nur neue Fragen aufwerfen.
Nach den ganzen Ereignissen kehrt in Gaia wieder Frieden ein. Die Königreiche beginnen mit dem Wiederaufbau und Escaflowne wird der Drachenstein entfernt, was ihn in einen Ruhezustand versetzt. Hitomi reist wieder zurück zur Erde und verspricht Van, ihn niemals zu vergessen. Am Ende sieht man eine große Lichtsäule und alle von Hitomis Freunden sagen ihr Lebwohl.

## Charaktere
- Hitomi Kanzaki (神崎 ひとみ, Kanzaki Hitomi) ist eine Schülerin, die für die Sprintermannschaft ihrer Schule läuft. Sie liest Karten und besitzt einen Anhänger, den ihr ihre Großmutter schenkte. Der Anhänger wird in bestimmten Situationen aktiv und erfüllt dann Wünsche oder dient als Bindeglied zwischen den Welten. Sie wetteifert mit ihrer Freundin Yukari um die Gunst von Amano, als Van Fanel in ihr Leben tritt und sie mit ihm in seine Welt wechselt.
- Van Fanel (Van Slezar de Fanel) ist der junge Thronfolger von Fanelia. Van ist der Pilot von Escaflowne, einem legendären Guymelef, gebaut vom Volk der Isparno, die das Wissen der Atlanter erbten. Mit Hilfe von Escaflowne will er das Zaibacher Reich stoppen, dessen Herrscher Dornkirk eine neue Ordnung auf Gaia errichten will.
- Allen Schezar ist ein Ritter aus dem Königreich Astoria und Kommandant eines Außenpostens an der Grenze des Königreichs. Er wird Hitomis Freund und Beschützer. Bis auf seine Kleidung und sein hüftlanges, blondes Haar ist er das Ebenbild von Hitomis Trainer Amano auf der Erde. Er ist ein kluger und starker Krieger, galant und gutaussehend und hat den Ruf, ein Frauenheld zu sein. Er hilft Van beim Schutz des Planeten Gaia zusammen mit seinem Guymelef Sherazade.
- Merle ist ein Mädchen, das halb Mensch und halb Katze ist. Sie ist eine Waise, wurde von Vans Familie adoptiert und wuchs mit Van auf. Sie ist stets recht aufgedreht und mitunter leicht reizbar. Sie ist auf Hitomi eifersüchtig, seit diese auf Gaia erschien, jedoch steht sie in jeder Situation bedingungslos zu Van.
- Kaiser Dornkirk (Name in der Untertitelfassung Dolunkirk) ist der Anführer der Zaibacher. Sein Körper befindet sich in einer riesigen, fahrbaren Maschine, die ihn am Leben hält. Er will eine neue Ordnung auf Gaia einführen. Sein Ziel ist es, Hitomi und Escaflowne zu beseitigen, da der Guymelef, Van und Hitomi seine Schicksalsmaschine beeinträchtigen, mit deren Hilfe er den Lauf des Schicksals vorhersehen und später sogar darin eingreifen kann. In der Serie wird Bezug darauf genommen, dass er vom „Mond der Illusion“, also der Erde, kommt und Sir Isaac Newton darstellt.
- Folken Lacour de Fanel ist der ältere Bruder von Van, der Stratege des Zaibacher Reichs und die rechte Hand des Kaisers. Er verlor in einem Kampf gegen einen Drachen einen Arm und verließ daraufhin Fanelia und seinen jüngeren Bruder, da er in diesem Kampf, den er als Thronfolger führen musste, versagte. Kaiser Dornkirk rettete sein Leben und schenkte ihm einen neuen, künstlichen Arm. Folken ist kühl und logisch, spricht langsam und lacht so gut wie nie.
- Dilandau Albatō (Name in der Untertitelfassung Dilando) ist Kommandant einer Sondereinheit der Zaibacher und wurde wie Folken für Experimente der Zaibach-Magier benutzt, wodurch er die Erinnerungen an seine frühere Existenz als Serena Schezar, der Schwester Allen Schezars, verlor. Dilandau ist leicht reizbar. Wegen seiner Rachsucht und kriegerischen Neigungen widersetzt er sich mitunter den Befehlen seiner Vorgesetzten.
In der Originalversion und der deutschen Untertitelfassung wird Dilandau als Mann dargestellt. Die deutsche Synchronfassung stellt Dilandau als Frau dar, obwohl Dilandau keine sekundären weiblichen Geschlechtsmerkmale aufweist.

## Länder
AstoriaAstoria befindet sich direkt am Meer und ist für seinen Handel mit Fisch und Meeresfrüchten sehr bekannt. In Astoria herrscht zunächst König Aston, später hat der Händler Dryden, der Verlobte von Prinzessin Millerna, Ambitionen auf den Thron. Die Hauptstadt von Astoria ist Palas.
FaneliaFanelia, mit der gleichnamigen Hauptstadt, ist für seine weiten, fruchtbaren Felder und allgemein für seine sehr schöne Landschaft bekannt. Es grenzt an Astoria. Auf Gaia ist es sehr bekannt, da der mächtige Guymelef Escaflowne den Königen von Fanelia seit vielen Generationen dient.
FraidIm Herzogtum Fraid befindet sich der Fortuna-Tempel, in dem die Quelle der Macht von Atlantis gehütet wird. In Fraid herrscht Herzog Mahad, nach dessen Tod wird sein junger Sohn Shido Herzog. Shido ist der Sohn von Astons Tochter Marlene, die den Herrscher von Fraid geheiratet hatte und bereits verstorben ist.
Zaibacher ReichDas Zaibacher Reich entwickelte sich unter der Führung von Kaiser Dornkirk von einem armen, von Kriegen heimgesuchten Land zu einer mächtigen Nation, in der die Wissenschaft einen hohen Stellenwert besitzt und die Züge von Industrialisierung trägt. Die Zaibacher stehen mit anderen Nationen im Handel und haben mit Astoria ein Beistandsabkommen geschlossen. Dornkirk nutzt die Macht Zaibachs, um seinen Plan, eine neue Ordnung auf Gaia einzuführen, umzusetzen.

## Entstehung und Produktion
Shōji Kawamori wurde 1991 durch einen Aufenthalt in Nepal zu einer Serie über Schicksal und Magie inspiriert. Er arbeitete gemeinsam mit Minoru Takanashi, Produzent bei Bandai Visual, ein Konzept zu einer 39-teiligen Serie über Atlantis und das Bermuda-Dreieck aus. Dabei entschied man sich auch, dass die Hauptfigur ein Mädchen sein sollte. Nobuteru Yūki entwarf das erste Charakterdesign und das Studio Sunrise wurde mit der Produktion beauftragt. Der zunächst als Regisseur engagierte Yasuhiro Imagawa prägte den Begriff „Escaflowne“ für den Mecha, bevor er die Produktion verließ. Nach seinem Abgang wurde das Projekt zunächst nicht weiter verfolgt und auch Kawamori wandte sich anderen Projekten zu.
Zwei Jahre später verpflichtet Sunrise Kazuki Akane, die Produktion als Regisseur weiterzuführen. Unter dem Eindruck der zu dieser Zeit sehr erfolgreich laufenden Serie Sailor Moon ergänzte er das Konzept um Elemente der Liebesgeschichte. Aus finanziellen Gründen wurde die Zahl der Folgen auf 26 reduziert. Nobuteru Yūki entwickelte das Charakterdesign weiter, wobei er sich bewusst von der damaligen Mode absetzen wollte, die stark von der kurz zuvor ausgestrahlten Serie Neon Genesis Evangelion beeinflusst war. Künstlerischer Leiter war Jun’ichi Azuma.

### Synchronisation
Die deutsche Synchronfassung basiert auf der französischen und wurde von Arena Synchron angefertigt.
| Rolle                  | japanischer Sprecher (Seiyū) | deutscher Sprecher       |
| ---------------------- | ---------------------------- | ------------------------ |
| Hitomi Kanzaki         | Maaya Sakamoto (Debüt)       | Julia Meynen             |
| Van Fanel              | Tomokazu Seki                | Björn Schalla            |
| Merle                  | Ikue Ōtani                   | Christin Marquitan       |
| Allen Schezar          | Shin’ichirō Miki             | Peter Flechtner          |
| Folken Lacour de Fanel | Jōji Nakata                  | Bernd Vollbrecht         |
| Dilandau Albatō        | Minami Takayama              | Claudia Urbschat-Mingues |
| Dornkirk               | Masato Yamanouchi            | Horst Lampe              |

### Musik
Die Musik zu Vision of Escaflowne komponierten Hajime Mizoguchi und Yōko Kanno. Für den Soundtrack schufen Mizoguchi und Kanno eine Kombination von Pop, Gregorianik, Barockmusik sowie spätromantischen und zeitgenössischen Klangzitaten.
Das originale Titellied wurde in der deutschen TV-Fassung durch ein anderes ersetzt. Statt des von Yōko Kanno komponierten und von Maaya Sakamoto gesungenen Yakusoku wa Iranai kam hier das Lied People von den Dax Riders zum Einsatz. Auf den in Deutschland veröffentlichten DVDs wurde allerdings wieder das japanische Titellied verwendet.

## Veröffentlichungen
Die 26-teilige Fernsehserie wurde in Japan von 2. April bis 24. September 1996 von TV Tokyo ausgestrahlt.
Der Anime wurde 2000 von Fox Kids in einer Bearbeitung von Haim Saban gezeigt, in der die Rolle Hitomis weniger bedeutend war, einige Szenen entfernt und diverse Rückblicke eingebaut wurden. Die Ausstrahlung wurde jedoch nach einem Drittel der Folgen abgebrochen. Es folgten Ausstrahlungen von englischen Übersetzungen durch Animax-asia und YTV in Kanada. Canal+, Game one und Mangas strahlten die Serie auf Französisch aus. Außerdem wurde der Anime unter anderem ins Italienische, Spanische, Koreanische und Polnische übersetzt. 1999 wurde die Serie in Nordamerika von Bandai auf VHS veröffentlicht.
Eine Veröffentlichung auf Deutsch folgte 2000 auf VHS-Kassetten. 2002 lief die Serie im Abendprogramm des Musiksenders MTV Germany, bei MTV2 Pop folgte eine Wiederholung. Mittlerweile ist die Serie auch auf DVD erhältlich. Unter dem Titel Vision of Escaflowne ist die Serie ab 2023 auf dem Sender ProSieben Maxx zu sehen.

## Adaptionen

### Film
2000 wurde unter dem Titel Escaflowne – The Movie ein Film zur Serie veröffentlicht. Dieser erzählt eine alternative Geschichte. Es treten alle Hauptcharaktere wieder auf, ihr Erscheinungsbild und ihre Charakterzüge wurden aber verändert. Der Film ist am 15. Mai 2008 von Dybex in Deutschland auf DVD veröffentlicht worden, für den Vertrieb in Deutschland ist Nipponart zuständig.

### Manga
Eine Mangareihe mit dem Titel The Vision of Escaflowne von Katsu Aki wurde ab Oktober 1994 im Magazin Shonen Ace des Verlags Kadokawa Shoten veröffentlicht und später in acht Sammelbänden zusammengefasst, im November 1997 wurde die Serie abgeschlossen. Sie basiert noch auf dem ursprünglichen Konzept der Serie, das nicht als Anime umgesetzt wurde, und ist noch stark auf ein männliches Publikum ausgerichtet. Die Reihe erschien bei Tokyopop in Nordamerika und bei Madman Entertainment in Australien und wurde auch auf Französisch und Koreanisch übersetzt. 2002 brachte der Carlsen Verlag die acht Bände in Deutschland heraus.
Ab 1996 erschien in Japan Messiah Knight – The Vision of Escaflowne von Yuzuru Yashiro im Magazin Monthly Asuka Fantasy DX, das an ein weibliches Publikum gerichtet war. Die Zusammenfassung der Geschichte in zwei Tankōbon erhielt den Titel HITOMI – The Vision of Escaflowne.
Anfang des Jahres 1997 wurde Escaflowne – Energist’s Memories im Magazin Asuka veröffentlicht. Später wurde der Manga in einem Band zusammengefasst.

### Light Novel
Von Juni 1996 bis August 1997 erschien bei Kadokawa Shoten eine Light-Novel-Reihe, die die Handlung der Serie nachvollzog. Autoren waren Yumiko Tsukamoto, Hajime Yatate und Shoji Kawamori. Es sind insgesamt sechs Bände erschienen.

### Hörspiel
Victor Entertainment veröffentlichte eine Hörspiel-CD mit dem Titel The Vision of Escaflowne: Original Drama Album: Thought of The Jeture (天空のエスカフローネ オリジナルドラマアルバム ジェチアの想い) im Dezember 1996.

## Analyse
Laut Patrick Drazen liegt die Moral der Geschichte im Umgang mit dem Schicksal durch Hitomi und Dornkirk. Dornkirk, der das Schicksal mit einer Maschine beherrschen will, vergleicht Drazen mit den Krel aus dem Film Alarm im Weltall. Auch diese bauen eine Maschine, die allein mit den Gedanken kontrolliert werden soll, so aber außer Kontrolle gerät. Doch bei Escaflowne kann Hitomi mit ihrer Hoffnung auf ein besseres Schicksal und Frieden auf Gaia die Katastrophe abwenden. Dieses Ende wirke naiv, doch gebe auch dem Zuschauer Hoffnung und Bestätigung im Glauben an den schlussendlichen Sieg des Guten.

## Rezeption
Die Ausstrahlung der Serie in den USA 2000 wurde wegen des ausbleibenden Erfolgs, trotz bereits zuvor bestehender Fanszene, eingestellt. Patrick Drazen sieht das zum Teil durch Haim Sabans Bearbeitung der Serie begründet, jedoch auch durch die Hintergründigkeit der Handlung. In Kanada gewann der Anime nach Ausstrahlung eine kleine Fangemeinde.
Patrick Drazen bezeichnet die Serie mit ihrem mythologischen Hintergrund und ethischen Fragestellungen als eine der kreativsten ihrer Zeit und eine der epischsten Fernsehserien der 1990er Jahre. Durch die Verringerung der verfügbaren Episodenanzahl während des Produktionsprozesses werde die Handlung besonders rasch erzählt, was das Epische noch betone. Die Serie verbinde typische Elemente von an Jungen und an Mädchen gerichteten Serien und erreiche so ein großes Publikum.
Die deutsche Zeitschrift AnimaniA schreibt von einem „mystischen Fantasy-Abenteuer, bei dem weder actionreiche Spannung noch Romantik oder Humor zu kurz kommen“. Es wird die für ihre Zeit außergewöhnlich gute Qualität der Animation und der vielfältige Soundtrack gelobt. So wird Escaflowne als eine der besten Animeserien bezeichnet, die es jemals gab. Die deutsche Übersetzung sei jedoch manchmal etwas gewöhnungsbedürftig.